# Cryptarius truncatus
Cryptarius truncatus es una especie de pez de la familia Ariidae en el orden de los Siluriformes.

## Morfología
• Los machos pueden llegar alcanzar los 42 cm de longitud total.

## Alimentación
Come peces  y crustáceos.

## Hábitat
Es un pez demersal y de clima tropical.

## Distribución geográfica
Se encuentra desde el río Chao Phraya hasta Sumatra e  Java, incluyendo el río Mekong.

## Uso comercial
Se comercializa fresco.